# Экономика Москвы

Динамика индексов промышленного производства в Москве и в России в 1991—2009 годах, в процентах от значений 1991 года

Экономика Москвы — крупнейшая экономика среди субъектов Российской Федерации по объёму валового регионального продукта (ВРП). 
Вклад ВРП Москвы в общероссийскую экономику постепенно снижается и к 2016 году опустился до 16,5 % в связи с тем, что региональные экономики часто демонстрируют больший потенциал экономического развития, ориентируясь на внутренний/местный спрос, который часто игнорирует глобальные кризисы.
Объем экономики Москвы в 2018 году составил 15,7 трлн рублей, потребительские расходы — более 10 трлн рублей, что позволило Москве занять по этому показателю третье место среди европейских городов и войти в двадцатку крупнейших потребительских рынков в мире. 
В структуре ВРП Москвы весомую часть занимает сектор услуг, который более чувствителен к мировой экономической конъюнктуре. Немаловажную роль играют также торговля и туризм.
В первой половине 2021 года Москва заняла 397-е место в рейтинге самых дорогих городов для проживания по данным исследования консалтингового сервиса Numbeo, в котором сравнивали индексы аренды, продуктов питания, ресторанов и покупательской способности. В 2022 году она оказалась на 287-м месте.

## Валовой региональный продукт
На долю Москвы приходится 54 % от общего вклада городов-миллионников в экономику страны (всего на 16 городов-миллионников приходится треть ВВП России).

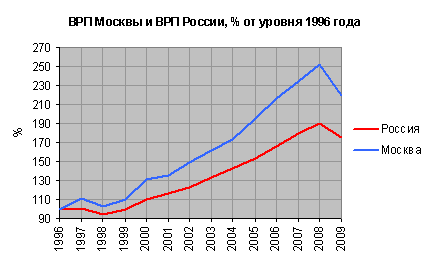
Динамика ВРП Москвы и ВВП России в 1996—2008 годах, в процентах от уровней 1996 года

### Динамика ВРП
| Год  | ВРП (в млрд руб.) | ВРП на душу населения (руб. в месяц) | Уровень инфляции (в процентах) | Источник |
| ---- | ----------------- | ------------------------------------ | ------------------------------ | -------- |
| 2020 | 19 673,0          | 129 087,9                            | 3,8                            | [ 7 ]    |
| 2021 | 19 856,7          | 130 958,4                            | 7,1                            | [ 8 ]    |
| 2022 | 24 471,2          | 155 669,2                            | 11,7                           | [ 9 ]    |
| 2023 | 28 507,4          | 181 344,8                            | 7,6                            | [ 10 ]   |

### Структура ВРП по отраслям
| В текущих ценах; в процентах к итогу | 2016 | 2017 | 2018 | 2019 | 2020 | 2021 | 2022 |
| --- | ---- | ---- | ---- | ---- | ---- | ---- | ---- |
| Сельское, лесное хозяйство, охота, рыболовство и рыбоводство | 0,1  | 0,1  | 0,1  | 0,1  | 0    | 0,1  | 0    |
| Добыча полезных ископаемых |      |      |      |      |      |      |      |
| Обрабатывающие производства | 10,5 | 12,3 | 15,8 | 15,7 | 13,4 | 15,6 | 16   |
| Обеспечение электрической энергией, газом и паром; кондиционирование воздуха | 3,6  | 2,9  | 2,6  | 2,7  | 2,3  | 2,3  | 2    |
| Водоснабжение; водоотведение, организация сбора и утилизация отходов, деятельность по ликвидации загрязнений                                                                        | 0,4  | 0,4  | 0,4  | 0,4  | 0,5  | 0,5  | 0,4  |
| Строительство | 4,6  | 3,7  | 3,2  | 4    | 4,8  | 5    | 5,8  |
| Торговля оптовая и розничная; ремонт автотранспортных средств и мотоциклов | 27,5 | 28,5 | 26,5 | 25,3 | 23,3 | 18,8 | 18,6 |
| Транспортировка и хранение | 6,6  | 6,6  | 6,5  | 6,9  | 6,1  | 7,4  | 7,6  |
| Деятельность гостиниц и предприятий общественного питания | 0,8  | 0,8  | 0,9  | 0,8  | 0,7  | 1    | 1    |
| Деятельность в области информации и связи | 6,3  | 6,1  | 6,2  | 6,6  | 7,7  | 8,8  | 8,4  |
| Деятельность финансовая и страховая | 1,4  | 1,5  | 1,7  | 1,3  | 1,5  | 1,7  | 1,6  |
| Деятельность по операциям с недвижимым имуществом | 13,6 | 13,8 | 12,6 | 12,2 | 13,1 | 13,9 | 13,8 |
| Деятельность профессиональная, научная и техническая | 9,2  | 8,3  | 8,3  | 8,2  | 10   | 9,6  | 9,7  |
| Деятельность административная и сопутствующие дополнительные услуги | 3,5  | 3,3  | 3,2  | 3,4  | 3,3  | 3,7  | 4,4  |
| Государственное управление и обеспечение военной безопасности; социальное обеспечение                                                                                               | 5,6  | 5,2  | 5    | 5,1  | 5,5  | 3,5  | 3,4  |
| Образование | 2    | 2,1  | 2,2  | 2,1  | 2,3  | 2,8  | 2,6  |
| Деятельность в области здравоохранения и социальных услуг | 2,8  | 2,7  | 2,9  | 3,1  | 3,5  | 2,9  | 2,5  |
| Деятельность в области культуры, спорта, организации досуга и развлечений | 0,8  | 1,1  | 1,1  | 1,3  | 1    | 1,5  | 1,4  |
| Предоставление прочих видов услуг | 0,7  | 0,6  | 0,8  | 0,8  | 1    | 0,9  | 0,8  |
| Деятельность домашних хозяйств как работодателей; недифференцированная деятельность частных домашних хозяйств по производству товаров и оказанию услуг для собственного потребления |      |      |      |      |      |      |      |

Главные отрасли московской экономики:
1. торговля (оптовая и розничная) — 28,6 процента ВРП региона;
2. операции с недвижимостью (аренда и предоставление услуг) — 27,4%;
3. обрабатывающие производства — 12%;
4. транспорт и связь — 8,5%;
5. государственное управление — 4,7%.

На данный момент Москва — крупнейший в общегосударственном масштабе финансовый центр и центр управления значительной частью экономики страны. Так, например, в Москве сосредоточено более половины банков, зарегистрированных в стране, при этом на их долю приходится 90% банковских активов. Кроме того, большая часть крупнейших компаний зарегистрированы и имеют центральные офисы именно в Москве, хотя их производство может полностью располагаться за тысячи километров от столицы. По состоянию на ноябрь 2019 года из 200 крупнейших предприятий страны 104 зарегистрированы в Москве.
Кроме того, это крупный центр машиностроения, в том числе энергомашиностроения, станко-, судо-, приборостроения; чёрной и цветной металлургии (производство алюминиевых сплавов), химической, лёгкой, полиграфической промышленности. Но в последние годы идет процесс переноса производств за пределы Москвы.
Оборот розничной торговли в 2006 году составил 1817,8 млрд руб, объем платных услуг населению — 696,3 млрд руб.
Москва и Московская область возглавляют топ регионов по обороту розничной торговли.Так, по итогам января – августа 2018 года оборот розничной торговли Москвы составил 3,01 трлн руб., или 100,6 % к показателю аналогичного периода 2017 года. В январе — августе 2018 года оборот розничной торговли на 91,2 % сформировался розничными сетями и отдельными магазинами. Доля продажи товаров на рынках составила 8,8 % (в январе — августе 2017 года — 12,3 %).

## Мировые рейтинги
По прогнозу PricewaterhouseCoopers, в 2020 году Москва будет занимать 23-е место среди крупнейших городских экономик мира — её валовой региональный продукт составит 325 млрд $. Экономический рост на период до 2020 года прогнозируется на уровне 4 %, доход на душу населения вырастет с 17 тыс. $ до 29,8 тыс. $ по паритету покупательной способности (для сравнения — в 2020 году доход на душу населения прогнозируется: Сан-Франциско — 91,1 тыс. $, Лондон — 82,3 тыс. $, Нью-Йорк — 76,9 тыс. $, Мадрид — 49 тыс. $, Токио — 45,1 тыс. $, Стамбул — 24,3 тыс. $).
Согласно исследованию «Цены и доходы» UBS (Швейцария) (2010): по уровню цен на корзину из 122 продуктов и услуг Москва занимает 44-е место среди крупных городов мира или 65,8 % от уровня Нью-Йорка, по уровню доходов — 42 место или 30,5 % от уровня доходов в Нью-Йорке, по уровню покупательной способности российская столица находится на 39 месте в мире.

## Промышленность

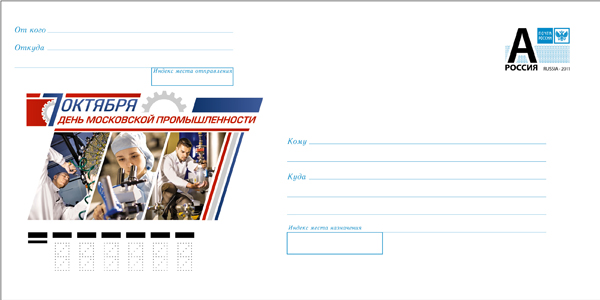
День московской промышленности. Почтовый конверт России

Москва, несмотря на относительно небольшую (см. ниже данные по производству реального продукта) долю промышленности в экономике самого города, является крупнейшим промышленно-производственный центром России, основанном на значительном квалифицированном трудовом ресурсе.
Город является крупным центром машиностроения, в том числе энергомашиностроения, станко-, судо-, приборостроения; чёрной и цветной металлургии (производство алюминиевых сплавов, цветного проката и литья), химической, лёгкой, полиграфической промышленности. 
На протяжении ряда лет шёл процесс переноса производств за пределы Москвы.
На долю отраслей экономики, производящих реальный продукт, приходится 20,7 % валового регионального продукта Москвы; здесь заняты 1,88 млн человек.
13 % ВРП и 5,7 % налоговых поступлений Москвы обеспечивает обрабатывающая промышленность.
По числу занятых в отраслях промышленности сотрудников лидируют:
- производство пищевых продуктов;
- производство изделий электроники и оптики, компьютеров (в городе действует (на 2023) свыше 130 предприятий по разработке и производству электрооборудования, на которых трудоустроены более 17 тыс. человек);
- производство транспортных средств и оборудования;
- ремонт и монтаж машин и оборудования;
- производство готовых металлических изделий, кроме машин и оборудования;

по уровню зарплат в отрасли:
- производство кокса и нефтепродуктов;
- металлургия;
- производство медицинских препаратов;

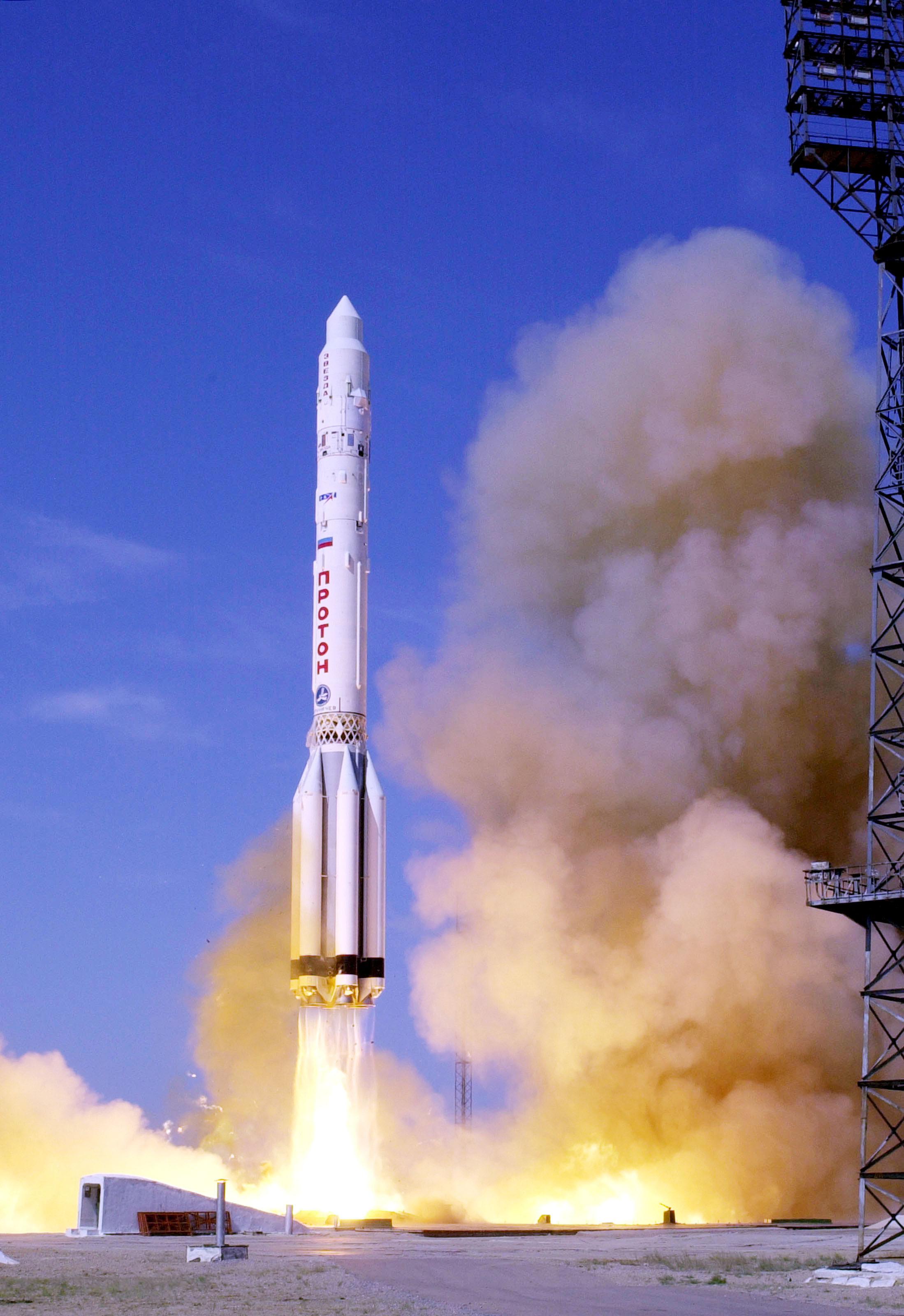
Наиболее мощная российская ракета-носитель Протон разработана и производится на ГКНПЦ Хруничева

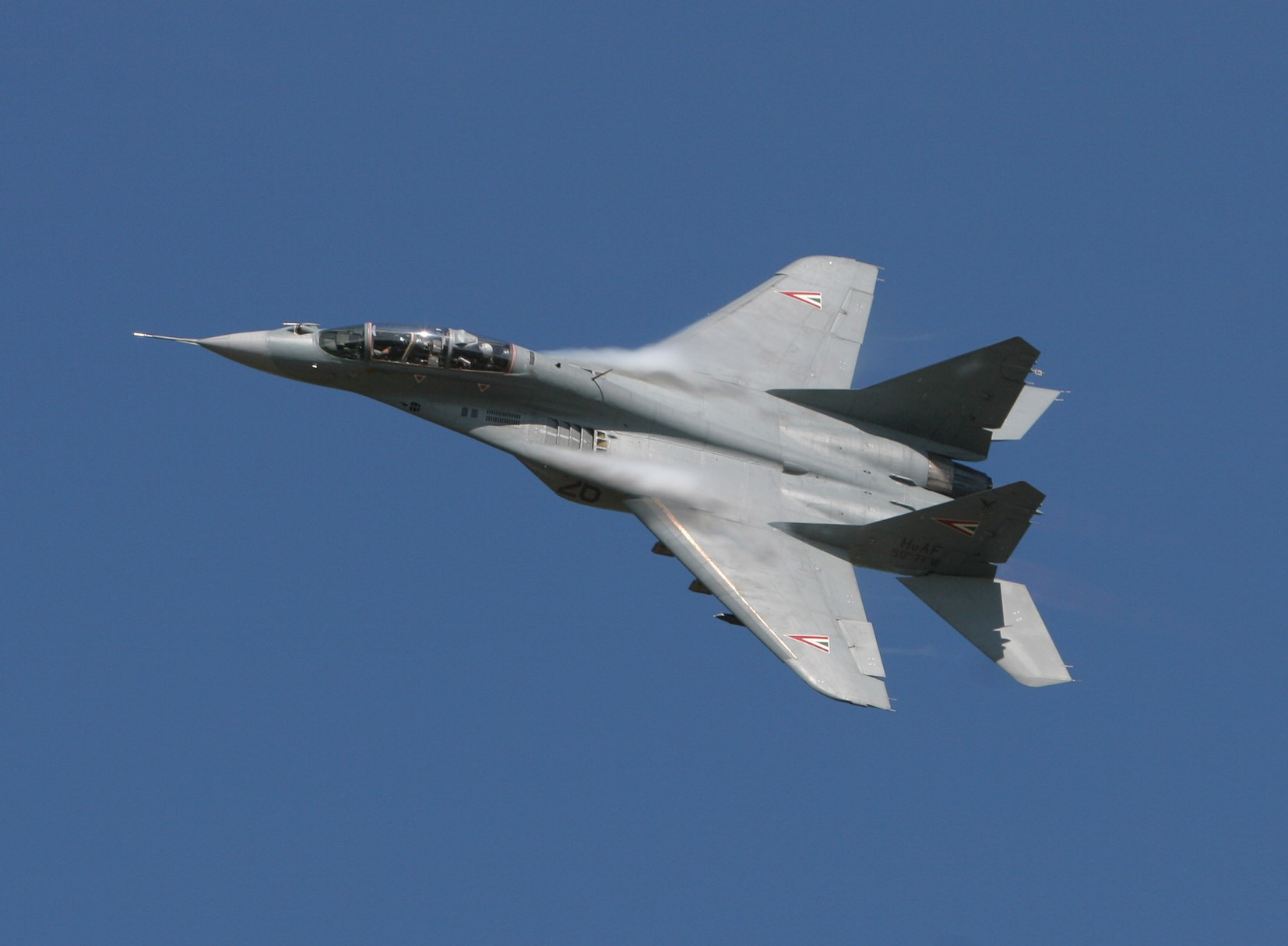
МиГ-29, разработанный и произведённый РСК «МиГ»

- химическая промышленность;
- производство напитков[12].

### Крупнейшие предприятия
В Москве действует семьсот крупных предприятий.
На территории города действует значительное количество предприятий оборонной промышленности, среди них:
- Государственный космический научно-производственный центр имени М. В. Хруничева
- Производство компании РСК «МиГ» (треть истребителей ВВС РФ разработаны и производится РСК «МиГ»[источник не указан 4299 дней])
- Предприятия Концерна ПВО «Алмаз-Антей» (крупнейшие — «Алмаз», «Альтаир», «Авангард»)
- ГосМКБ «Вымпел» им. Торопова — ракетостроение
- Московское машиностроительное предприятие имени В. В. Чернышёва — двигателестроение
- Московский машиностроительный завод «Вымпел»
- Московский машиностроительный завод «Знамя»
- Московский тормозной завод
- Московский машиностроительный завод «Вперёд»
- НПЦ газотурбостроения «Салют»
- завод Дукс

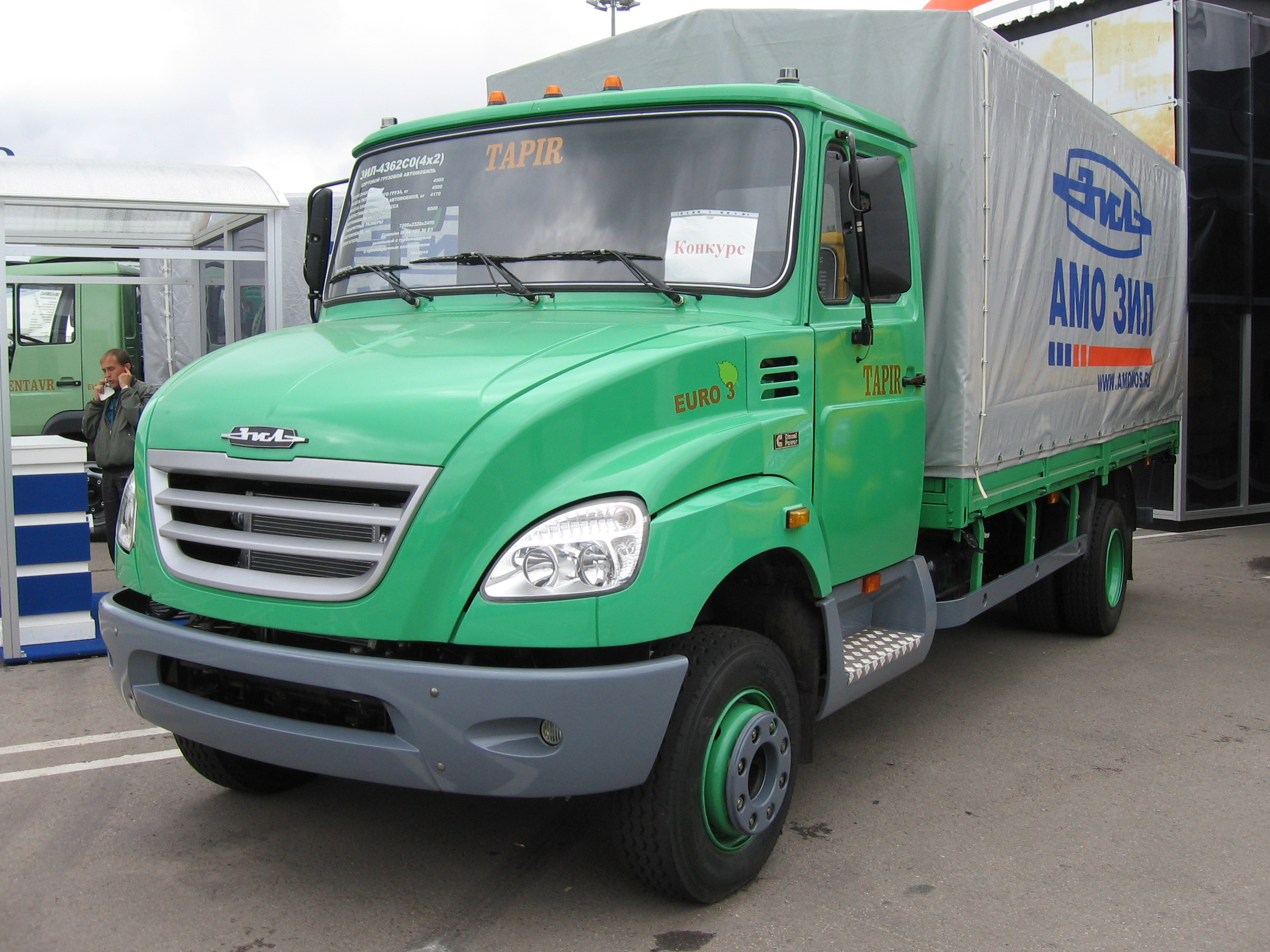
Одна из последних моделей грузовиков ЗИЛ-436200 выпускавшихся на ЗИЛе

Из гражданских производств наиболее крупные:
- Московский нефтеперерабатывающий завод — крупный производитель, в том числе и на экспорт, нефтепродуктов
- Москвич (завод) — предприятие по сборке легковых автомобилей Москвич
- Электрозавод — крупный производитель электротрансформаторов и реакторов
- Мосэлектрощит — производитель электрических распределительных устройств
- Карачаровский механический завод — производство подъёмного оборудования
- Завод «Москабель»
- Московский нефтемаслозавод
- Трёхгорная мануфактура
- Московский судостроительный и судоремонтный завод
- Мосхимфармпрепараты им. Н. А. Семашко
- кондитерская фабрика Красный Октябрь
- три Московских часовых завода

До недавнего времени существовали:
- Московский шинный завод — закрыт в 2008, помещения сдаются в аренду
- Тушинский машиностроительный завод
- ЗИЛ – закрыт в 2016, мощности по производству комплектующих перенесены на юг Москвы (штамповочное производство) и в Смоленск
- 1 ГПЗ
- Компрессорный завод «Борец» — закрыт в 2008, мощности перемещены в Краснодар
- Металлургический завод «Серп и Молот» — выплавка в Москве прекращена в 2011, мощности перенесены в Ярцево

В городе имеется сильная научная и технологическая база по производству оптико- и радиоэлектронных приборов, авиационной и космической аппаратуры, высокоточных механических приборов, микроэлектроники (см. Предприятия Зеленограда).

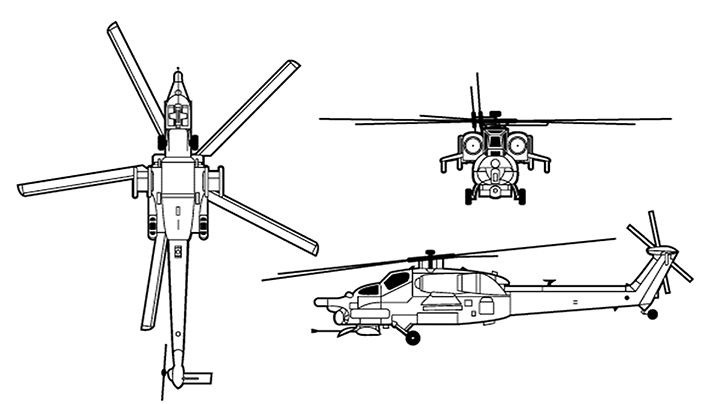
Ми-28 в трёх проекциях

Москва является крупнейшим в стране инженерным центром, здесь проектируется значительная часть российской продукции, (особенно авиационной, космической, ядерной и вооружения), разрабатываются технологии её изготовления, исследуются материалы. Среди проектных организаций наиболее знамениты:
- КБ Сухой
- КБ Туполев
- Авиационный комплекс имени С. В. Ильюшина
- ОКБ имени Яковлева
- КБ Транспортного машиностроения
- Московский институт теплотехники
- Гидропроект
- ЦНИИПСК им. Н. П. Мельникова и многие другие.

### Энергетика
По состоянию на начало 2021 года, на территории Москвы эксплуатировалась 41 электростанция общей мощностью 10 865 МВт, в том числе три гидроэлектростанции, 32 тепловые электростанции (в том числе 16 энергоцентров, обеспечивающих энергоснабжение отдельных предприятий), три мусоросжигательных завода с попутной выработкой электроэнергии, две электростанции на биогазе и один пневмоэлектрогенераторный энергоблок. В 2019 году они произвели 52 559 млн кВт·ч электроэнергии.

### Направления развития
Московские власти содействуют развитию промышленности при помощи системы налоговых льгот и стимулов. В городе действуют особая экономическая зона Технополис «Москва», 36 технопарков, индустриальных парков, 48 промышленных комплексов. В зависимости от присвоенного статуса предусмотрены различные виды поддержки, снижение налоговой нагрузки, таможенных льгот. Московский фонд поддержки промышленности и предпринимательства предоставляет предприятиям льготные займы.

## Сфера услуг

### Розничная торговля
см. Торговля в России#По регионам

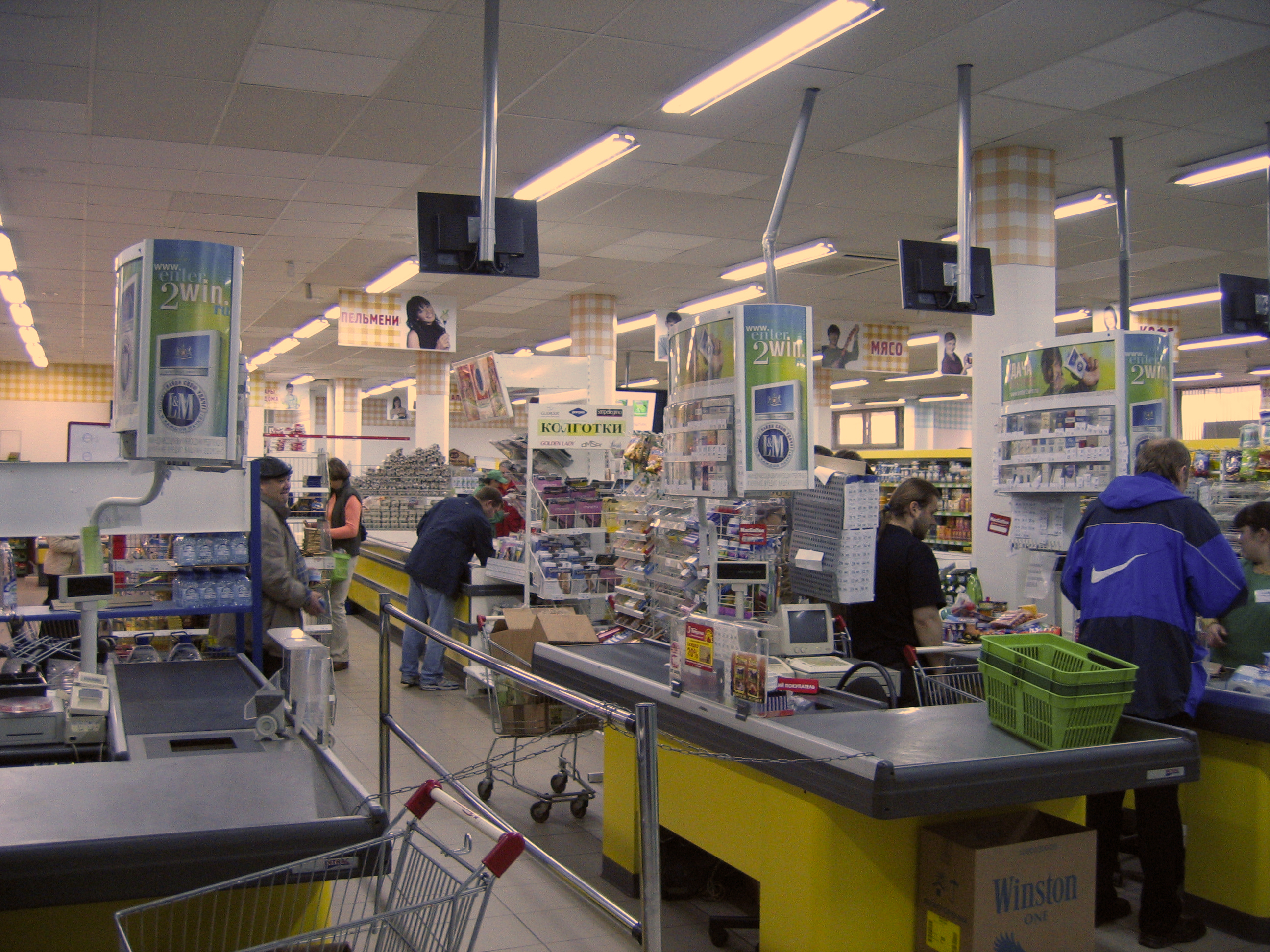
Универсам в Москве

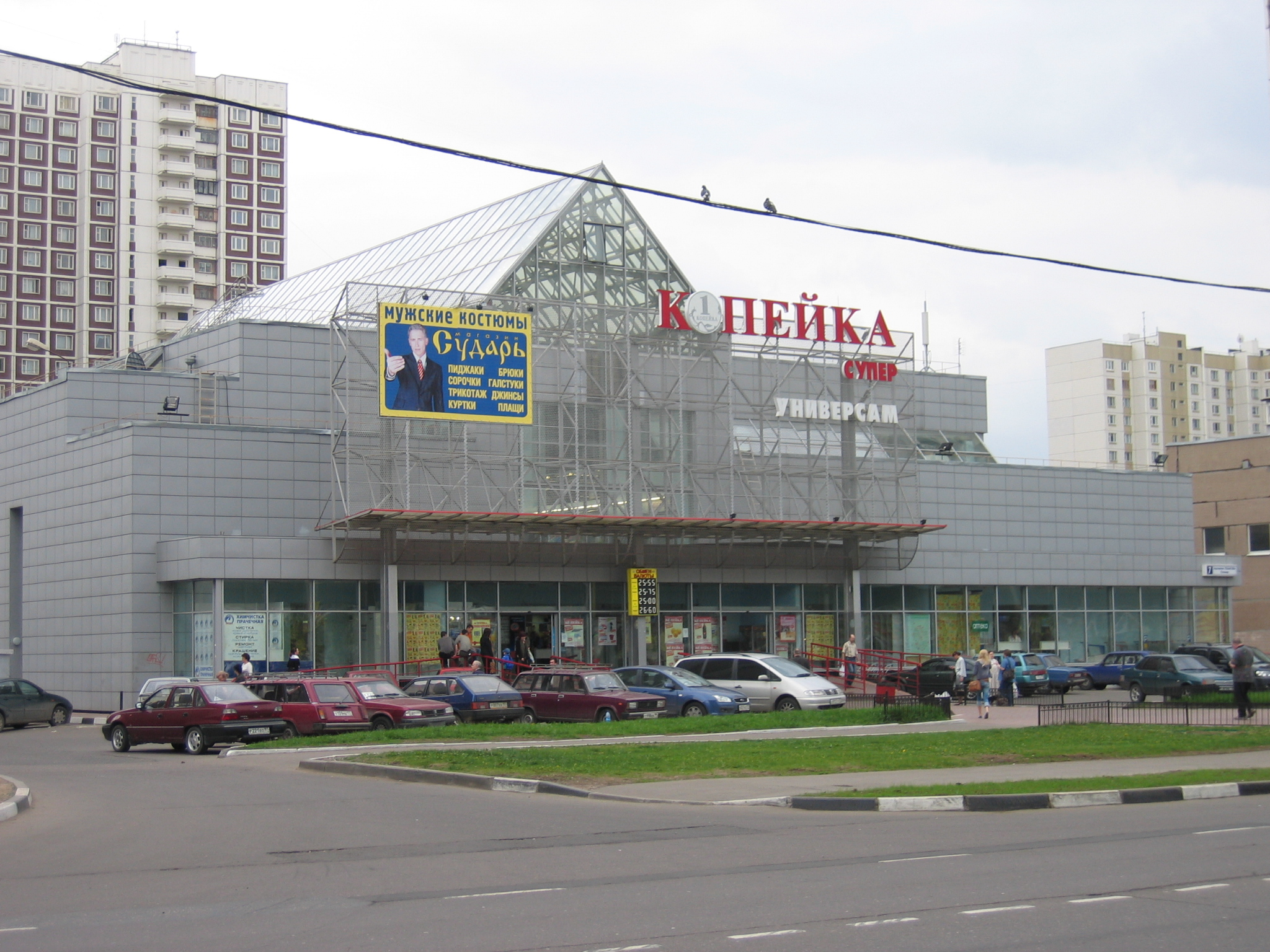
Универсам «Копейка» в Южном Бутово

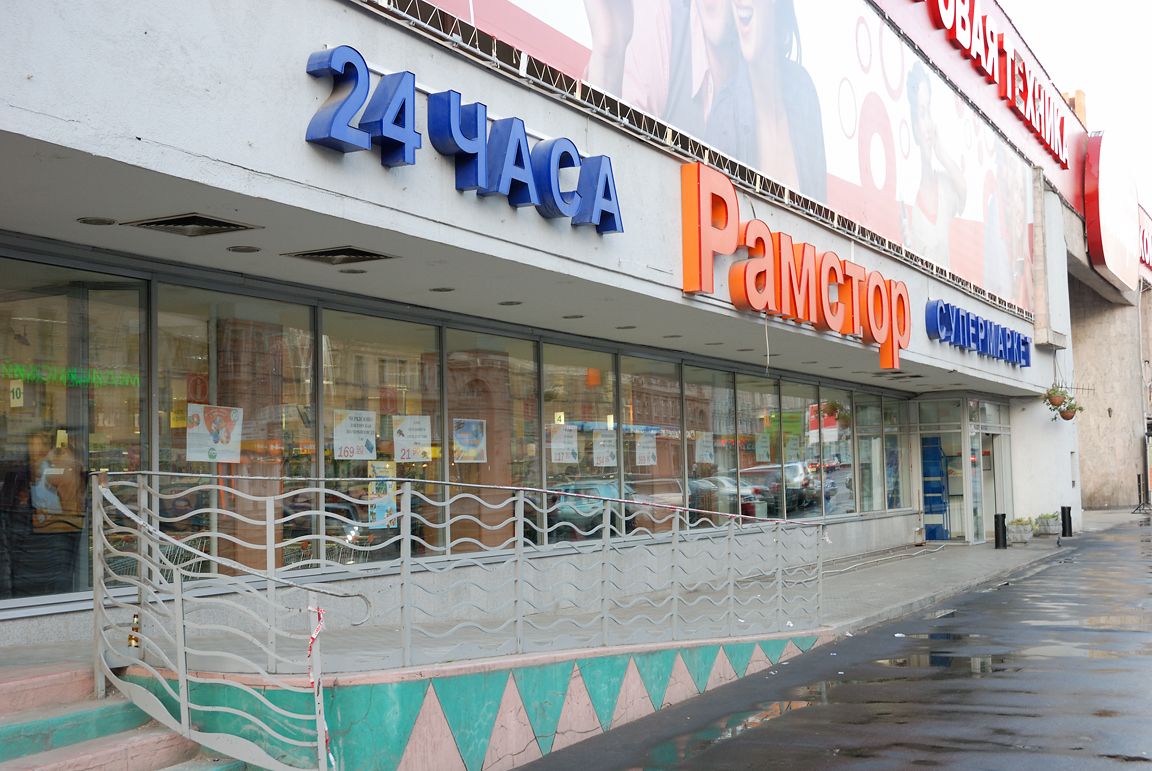
Вход в московский супермаркет «Рамстор» (улица Красная Пресня)

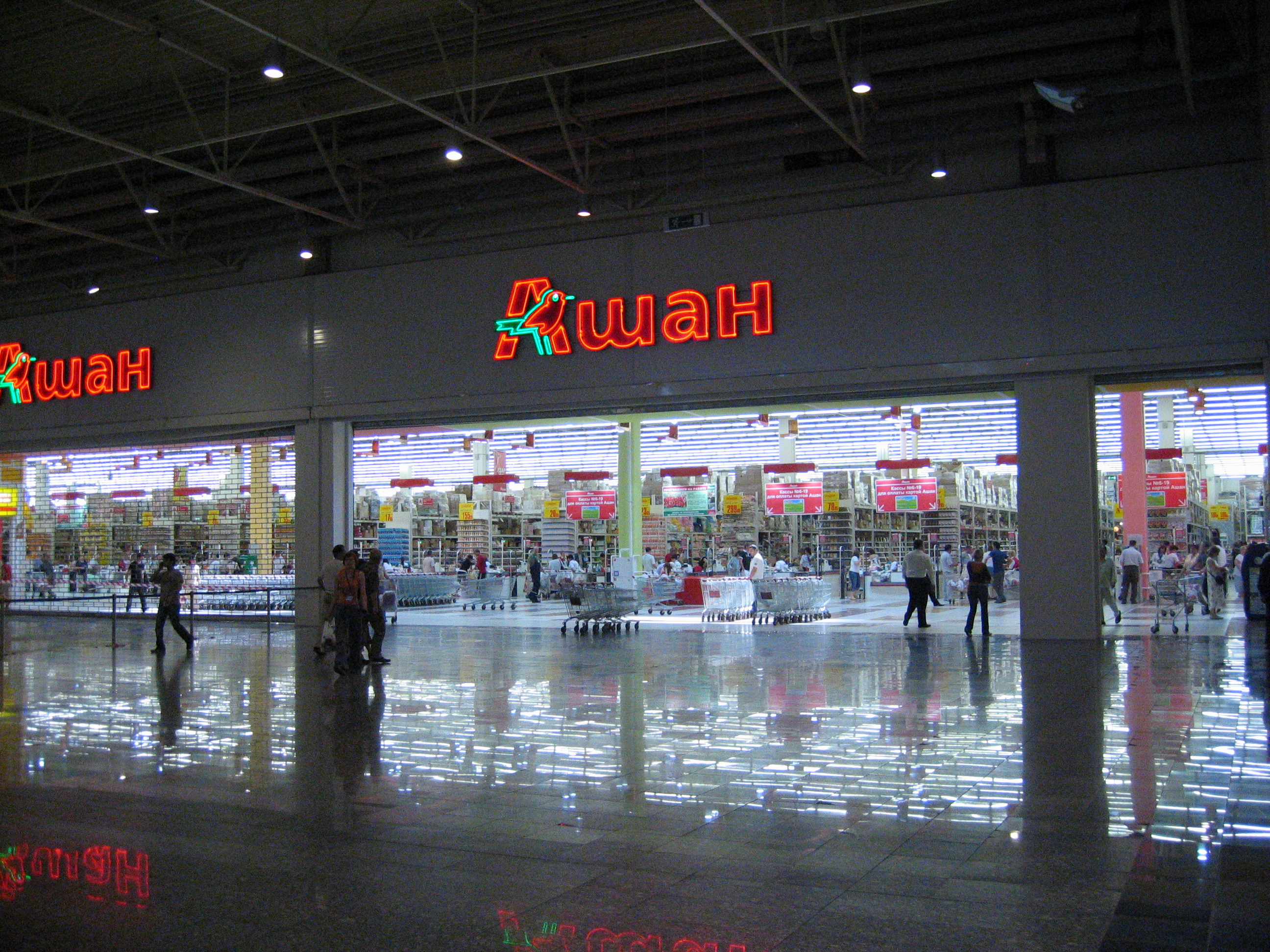
Ашан в торговом комплексе «МЕГА» (Москва)

На долю Москвы приходится (по данным Лужкова за 2002 год) более 30 % общероссийского объёма розничного товарооборота. По результатам 2018 года доля Москвы в общем товарообороте РФ составила 15,2%.
Оборот розничной торговли продолжает стремительно увеличиваться быстрыми темпами. Количество стационарных предприятий розничной торговли достигло в 2018 году 58 812, торговых центров и комплексов — 615.
В соответствии с генеральной схемой размещения торговых объектов городского значения до 2020 года, утверждённой столичным правительством в 2001 году, предполагается организовать около 300 новых крупных торговых центров общей площадью 6,3 млн кв.м. Многие из этих объектов уже созданы и функционируют, или находятся на стадии строительства.
Рынки планируется заменять торговыми комплексами, управляемыми мэрией. На 2018 год действует 26 розничных рынков, 21 сельскохозяйственный,1 универсальный и 1 специализированный; на 102 площадках проводятся ярмарки выходного дня.
Значимые объекты: 
- ЦУМ, ГУМ, Центральный детский магазин на Лубянке, Елисеевский магазин.
- Центр международной торговли (Москва)

см. также Оптовая торговля в России
Розничные сети
Общей тенденцией развития розничных торговых сетей является ориентация на комплексы с большой торговой площадью.
Быстрые темпы развития делают московский рынок розничной торговли очень привлекательным для инвестиций многих мировых компаний, которые имеют крупные финансовые ресурсы и опыт ведения данного бизнеса. При этом приход на рынок зарубежных конкурентов создает серьёзные проблемы для отечественных торговых компаний: иностранные сети за счет высокого товарооборота имеют возможность устанавливать более низкие цены на свою продукцию, добиваясь более выгодных условий поставок.
- также:  категория:Торговые центры Москвы

### Общественное питание
Общественное питание в Москве весьма развито.В сфере общественного питания Москвы занято 250 000 сотрудников.В столице функционируют 11 000 предприятий общепита.На 2023 год в Москве 18 165 ресторанов.
Ранее множество трактиров и портерных лавок, сейчас — сеть различных кафе, бистро и закусочных (рюмочных), развивемая с советских времён, в последнее время ставшая массовой. 
Также, обилие точек быстрого питания. 
В советское время для удовлетворения массовых потребностей населения получила большое распространение сеть столовых (в т.ч. производственных).
Знаменитые московские рестораны (см. Категория:Рестораны Москвы), как исторические — «Яр». «Эрмитаж», «Славянский базар», «Прага», ресторан Тестова, «Большой московский трактир», «Мартьяныч» (первый в Москве семейный ресторан, открыт Петром Мартьяновым в 1893 году в здании Верхних торговых рядов, архитектор здания Иванов-Шиц), советские — «Арагви», «Арбат», так и современные.
Среди ресторанов Москвы есть несколько, отмеченных звёздами «Мишлен».

### Туризм

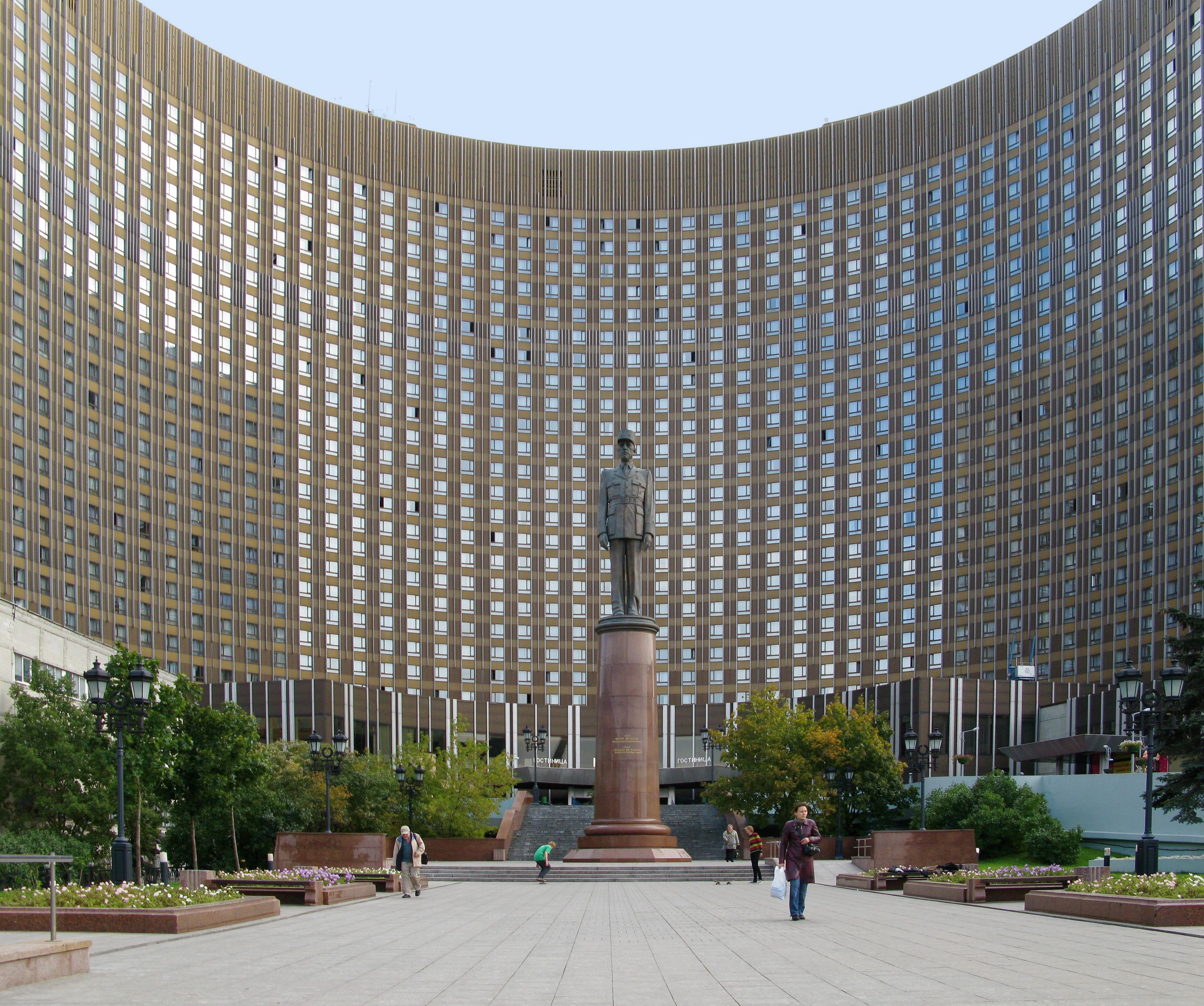
Гостиница «Космос»

Немалую роль в экономике города играет туристический бизнес, связанный с приёмом гостей из России и зарубежных стран, а также связанная с этим экономическая активность в сфере обслуживания. Ежегодно Москву посещает свыше четырёх миллионов туристов, больше всего гостей прибывает из Германии, США, Китая, Великобритании, Франции, Турции, Италии, Израиля, Японии и Испании. 
Начиная с 2007 года, из каждых 10 иностранцев, въезжающих в Россию с туристскими целями, семеро приезжают в Москву.
На 2012 год в Москве существовало 369 гостиничных объектов на 47,8 тыс. номеров. Показатель обеспеченности гостиничными номерами в Москве сравнительно невысок — 7,5 мест на 1000 жителей (для сравнения, например, в Берлине — 11,0 на 1000 жителей), с 2012 года, в преддверии ЧМ-2018 по футболу, принимаемому в стране, принимаются меры по улучшению ситуации. На начало 2019 года в городе имелось уже 1693 сертифицированных гостиницы на 82 тысячи номеров.
В 2018 году Москву посетили 23,5 млн туристов, среди них 18 миллионов граждан России и 5,5 миллионов иностранцев.

## Финансы

### Городской бюджет
Фактическое исполнение бюджета Москвы в разбивке по некоторым государственным программам (млрд рублей).
| Год  | Всего расходов | Развитие транспортной системы | Столичное здравоохранение | Столичное образование |
| ---- | -------------- | ----------------------------- | ------------------------- | --------------------- |
| 2020 | 3 006,4        | 691,9                         | 570,3                     | 353,4                 |
| 2021 | 3 445,7        | 775,5                         | 590,9                     | 410,1                 |
| 2022 | 3 601,2        | 816,9                         | 558,2                     | 445,2                 |
| 2023 | 4 400,5        | 985,4                         | 535,3                     | 504,7                 |

### Государственные программы

#### Развитие транспортной системы
Цель программы: обеспечение комфортных условий жизнедеятельности населения города Москвы путем развития устойчиво функционирующей, безопасной, привлекательной и удобной для всех групп населения транспортной системы как части Московского транспортного узла.

#### Столичное здравоохранение
Цель программы: улучшение здоровья населения города Москвы на основе повышения качества и улучшения доступности медицинской помощи, приведения ее объемов и структуры в соответствие с заболеваемостью и потребностями населения, современными достижениями медицинской науки.
Программу координирует Департамент здравоохранения города Москвы.

#### Столичное образование
Цель программы: создание средствами образования условий для формирования личной успешности жителей города Москвы.
Программу координирует Департамент образования и науки города Москвы.
С 2020 года все школы и детские сады города Москвы — государственные и негосударственные — получают бюджетное финансирование по единым подушевым нормативам.
| Сроки действия | Сроки действия | Младшие классы (1-4) | Средние классы (5-9) | Старшие классы (10-11) | Постановление правительства |
| Начало         | Окончание      | Младшие классы (1-4) | Средние классы (5-9) | Старшие классы (10-11) | Постановление правительства |
| -------------- | -------------- | -------------------- | -------------------- | ---------------------- | --------------------------- |
| 01.01.2020     | 31.12.2021     | 135 000              | 155 000              | 175 000                | 1763-ПП (от 18.12.2019)     |
| 01.01.2022     | 31.12.2022     | 139 000              | 160 000              | 180 000                | 2155-ПП (от 22.12.2021)     |
| 01.01.2023     | 31.12.2023     | 142 900              | 163 200              | 183 500                | 2800-ПП (от 13.12.2022)     |
| 01.01.2024     | 31.08.2024     | 144 200              | 164 800              | 185 200                | 2621-ПП (от 19.12.2023)     |
| 01.09.2024     | 31.12.2024     | 147 800              | 166 500              | 186 900                | 1773-ПП (от 06.08.2024)     |
| 01.01.2025     | -              | 171 000              | 197 000              | 197 000                | 328-ПП (от 25.02.2025)      |

### Инвестиции
В 2019 году объем инвестиций в основной капитал в Москве достиг 2,86 трлн рублей, что составило 14,8 % от общего объема инвестиций в основной капитал в России. Основным источником финансирования (почти 78 %) являются внебюджетные средства. На развитие транспорта приходится 20,1 % инвестиций, на развитие сектора промышленности и высоких технологий (обрабатывающие производства, деятельность в области информации и связи, научные исследования и разработки) — 19,7 % инвестиций, на долю операций с недвижимостью — 10,6 %. Объем инвестиций на одного москвича в 2017 году составил 162 тыс. рублей.
На 1 октября 2019 года в экономике Москвы накоплено 251,7 млрд долларов США прямых иностранных инвестиций.
В 2019 году Москва заняла первое место в рейтинге Агентства стратегических инициатив по состоянию инвестиционного климата в субъектах России.

### Денежные доходы населения
| Год  | Средняя зарплата (руб. в месяц) | Средняя пенсия (руб. в месяц) | Источник |
| ---- | ------------------------------- | ----------------------------- | -------- |
| 2020 | 100 070,2                       | 16 935,3                      | [ 7 ]    |
| 2021 | 112 768,3                       | 18 238,6                      | [ 8 ]    |
| 2022 | 125 637,6                       | 20 709,2                      | [ 9 ]    |
| 2023 | 138 881,8                       | 22 061,2                      | [ 10 ]   |

Средний доход населения Москвы в % к среднероссийскому

Номинальные среднемесячные денежные доходы в расчете на душу населения за январь-декабрь 2017 года составили 61,3 тыс. рублей.
Минимальный размер оплаты труда в Москве с 1 января 2019 года составляет 20 195 рублей, что почти вдвое выше федеральной минимальной заработной платы в России в 11 280 рублей. При этом, Москва является самым дорогим для проживания из 26 крупнейших городов России по результатам исследования РБК и Avito.
Удельный вес численности населения Москвы с денежными доходами ниже величины прожиточного минимума по предварительным данным в 2017 году составил 8,9 % (в целом по РФ 13,2 %).
По расчётам экономистов 2008 года, к 2025 году размер средней заработной платы в Москве составит $4 500.
Численность экономически активного населения в городе на 2019 год составила 7,3 млн человек.

### Стоимость жизни в Москве
- В июле 2008 года средняя цена за квадратный метр жилья в Москве превысила отметку в $6000. Стоимость квадратного метра элитного жилья превысила $9000 (согласно данным РБК). Январь 2009 года — $5539 за квадратный метр (Apartment.ru Архивная копия от 12 марта 2012 на Wayback Machine). Согласно данным газеты «Комсомольская правда» на середину апреля 2008 года, средняя цена 1 м² в однокомнатной квартире составляет: Лондон — $7900, Москва — $5300, Нью-Йорк — $4740, Берлин — $2528, Дубай — $2500[50].
- Согласно рейтингу банка UBS, по уровню зарплаты нетто (зарплаты после вычета налогов) Москва опережает Ригу, Вильнюс, Таллин, Варшаву, Будапешт и Братиславу, однако, уступает Любляне и Праге. Однако в рейтинге покупательной способности населения нетто (после уплаты налогов) Москва уступает не только Любляне и Праге, но также Братиславе и Таллину. При этом за точку отсчёта принимается Нью-Йорк (100 %). Для сравнения: в Софии покупательная способность нетто составляет 25,4 %, в Бухаресте — 30 %, в Риге — 38 %, в Будапеште — 41 %, в Вильнюсе — 42,2 %, в Москве — 44,4 %, в Таллине — 46,4 %, в Братиславе — 50 %, в Любляне — 60,4 %, в Праге — 62,1 %, в Париже — 88 %, в Лондоне — 91,5 %, в Мадриде — 97 %, в Барселоне — 102 %, в Вене и Копенгагене — 111 %, в Дублине — 126 %, в Люксембурге — 131 %, в Женеве — 136 %, в Цюрихе — 144 %. То есть уровень покупательной способности в Москве примерно такой же, как в Будапеште, Вильнюсе и Таллине, но ещё далек от уровня столиц стран Западной Европы и Северной Америки.
- Москва — самый дорогой город мира (с учётом стоимости недвижимости) для иностранцев по версии компании Mercer (2006, 2007). Компания Mercer при составлении своего ежегодного рейтинга самых дорогих городов мира учитывает в основном цены на элитные товары и услуги, которые не приобретаются подавляющим большинством среднего класса. Это цены на аренду элитных зарубежных автомобилей, на услуги домашней прислуги, на одежду всемирно известных модельеров, на аренду элитных квартир в престижных районах города и т. п.[51]
- Москва — первый в мире город по количеству миллиардеров, живущих в нём, по версии журнала Forbes. Согласно ежегодному рейтингу богачей, составленному журналом Forbes в начале 2008 года, Москва впервые опередила Нью-Йорк и Лондон по количеству живущих в них миллиардеров. Однако Москва уступает Нью-Йорку по количеству проживающих в городе миллионеров[52].
- Москва стала самым привлекательным городом в Европе для инвестиций в недвижимость в 2008 году согласно рейтингу инвестиционной привлекательности городов Старого света, составленному PriceWaterhouseCoopers, Москва поднялась в списке на 17 позиций, заняв первое место в «компании» таких городов, как Стамбул и Гамбург[53].
- Международная исследовательская компания «Мерсер» в 2011 году определила Москву в рейтинге самых удобных для проживания городов — на 163-е место, а в самых безопасных — на 199-е[54].
- По рассчитанному Росстатом в 2011 году индексу стоимости жизни Москва оказалась не самым дорогим городом России, «уступив» целому ряду сибирских и северных городов[55].
- В 2012 году в рейтинге стоимости проживания Москва заняла 42 место среди городов, данное исследование Economist Intelligence Unit (EIU) основано на сравнении цен в 160 категориях, включая еду, одежду, транспорт и даже обучение в частных школах[56].
- В 2019 году Москва заняла 120 место в рейтинге самых дорогих городов мира, составленном консалтинговым агентством ECA International[57][58].

## Отражение в фольклоре
Существенное экономическое отличие Москвы от остальной страны породило фольклорное крылатое выражение «Москва — не Россия», будучи также фразой в авторской статье ABC Рафаэля Манюэко как констатация отличительной развитости Москвы по сравнению с другими городами.